# Nivy (Střítež)
Nivy (německy Hniwy) je malá vesnice, část obce Střítež v okrese Žďár nad Sázavou. Nachází se asi 1,5 km na západ od Stříteže. V roce 2009 zde bylo evidováno 6 adres. V roce 2001 zde trvale žilo 8 obyvatel.
Nivy leží v katastrálním území Střítež u Bukova o výměře 5,83 km2.